# Дауни, Дороти
До́роти Да́уни (англ. Dorothy G. Downie; 1894—1960) — британская учёная-ботаник, специалист по саговниковым и микоризе орхидных.

## Биография
Дороти Дауни родилась 16 сентября 1894 года. Училась в Эдинбургском университете, в 1919 году окончила его по специальности лесоводства, став первой выпускницей на этом направлении. Затем некоторое время работала на должности ассистента Уильяма Гранта Крэйба в Абердинском университете.
В 1925 году получила стипендию Карнеги и отправилась в Чикагский университет для подготовки диссертации на соискание степени доктора философии. В 1928 году она была присуждена Дауни. Диссертация была посвящена морфологии мужского гаметофита Microcycas calocoma. В 1927 году она путешествовала по Кубе, изучая местные виды саговниковых.
По возвращении в Абердинский университет Дороти сначала снова работала ассистентом, в 1929 году стала лектором, в 1949 году — ридером. В 1948 году она написала статью, посвящённую прорастанию семян Goodyera repens.
В 1960 году Дороти Дауни ушла на пенсию в связи с прогрессировавшей болезнью. 22 августа 1960 года она скончалась.

## Некоторые научные работы
- Downie, D.G. Contributions to the flora of Siam: Additamentum XVI (англ.) // Kew Bulletin : journal. — 1925. — P. 367—394. — ISSN 0075-5982.
- Downie, D.G. Contributions to the flora of Siam: Additamentum XVII (англ.) // Kew Bulletin : journal. — 1925. — P. 402—423.
- Downie, D.G. Male Gametophyte of Microcycas calocoma (англ.) // Botanical Gazette : journal. — 1928. — Vol. 85, no. 4. — P. 437—450. — ISSN 0006-8071.